# Soldanella
Soldanella L., 1753 è un genere di piante della famiglia delle Primulaceae, nativo delle zone montuose europee.

## Tassonomia
Il genere comprende le seguenti specie:
- Soldanella alpina L.
- Soldanella angusta Li Bing Zhang
- Soldanella calabrella Kress
- Soldanella carpatica Vierh.
- Soldanella chrysosticta Kress
- Soldanella haretii Grinţ.
- Soldanella hungarica Simonk.
- Soldanella major (Neilr.) Vierh.
- Soldanella minima Hoppe
- Soldanella montana Willd.
- Soldanella oreodoxa Li Bing Zhang
- Soldanella pindicola Hausskn.
- Soldanella pusilla Baumg.
- Soldanella rhodopaea F.K.Mey.
- Soldanella rugosa Li Bing Zhang
- Soldanella villosa Darracq

Sono inoltre noti i seguenti ibridi:
- Soldanella × aschersoniana Vierh.
- Soldanella × degeniana Vierh.
- Soldanella × ganderi Huter
- Soldanella × handel-mazzettii Vierh.
- Soldanella × hybrida A.Kern.
- Soldanella × lungoviensis Vierh.
- Soldanella × neglecta R.Schulz
- Soldanella × richteri Wettst.
- Soldanella × transsilvanica Borbás
- Soldanella × vierhapperi Janch. ex Vierh.
- Soldanella × wiemanniana Vierh.